# Dámóc
Dámóc là một thị trấn thuộc hạt Borsod-Abaúj-Zemplén, Hungary. Thị trấn này có diện tích 15,99 km², dân số năm 2010 là 374 người, mật độ 23 người/km².